# Embarcación semirrígida

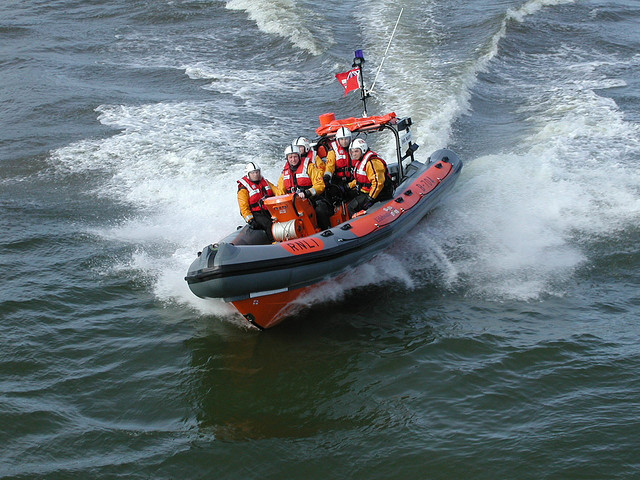
Una RHIB de rescate de la Royal National Lifeboat Institution (RBIB), 2013

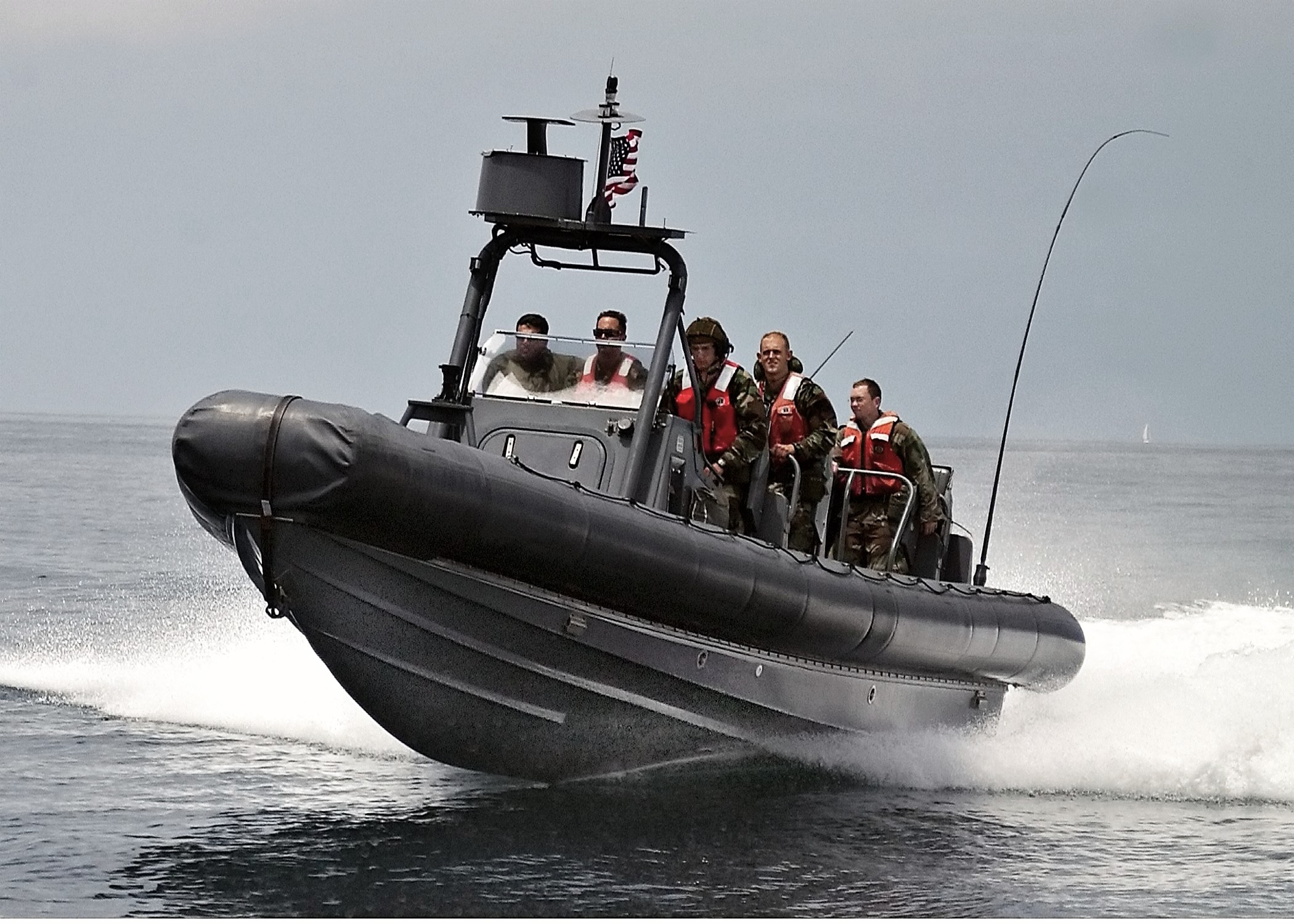
Una RHIB militar de la U.S. Navy, 2003

Una embarcación semirrígida o lancha semirrígida, también conocido como RIB (por su sigla en inglés de rigid inflatable boat) o RHIB (por su sigla en inglés de rigid-hulled inflatable boat), es una embarcación de caucho inflable con quilla rígida, normalmente equipado con uno o dos motores fueraborda potentes, aunque existen modelos impulsados por hidrojet e intrabordas, recalcar que existen semirrígidas casi de todos los tamaños siendo más comunes de 2,45 a 12 m de eslora.
El casco está normalmente construido en fibra de vidrio reforzada, aunque existen de aluminio, y el flotador se fabrica habitualmente de tejidos técnicos como el PVC y NEOPRENO, siendo el PU a menor escala.
Al tener casco rígido, se le pueden incorporar accesorios como arcos de luces, etc., necesarios para operaciones de búsqueda y rescate (SAR, por las siglas en inglés de search and rescue) y que no serían viables en una lancha neumática (zódiac) normal. Así mismo, el casco rígido, con un centro de gravedad bajo, de una carena en V, no solo le permite alcanzar velocidades más altas, sino también le otorga mayor maniobrabilidad y seguridad.
Las embarcaciones semirrígidas son las más seguras del mercado, siendo la flotabilidad que adquiere por el tubular la más conocida, pero también tiene la posibilidad de reducir drásticamente la fuerza de impacto ante una colisión fortuita, esto gracias a su mismo tubular lleno de aire que hace de airbags. Es por ello que un equipo de rescate o militar que haga en su rutina embarques o intervenciones a otras embarcaciones, utilicen semirrígidas, ya que el abordaje se hace por las amuras y éstas amortiguando mientras se continúa navegando.
Una semirrígida también te permite caminar o incluso desplazarte de rodillas sobre su tubular, ya que éste al ser flexible permite hacerlo con la comodidad inimaginable a si se hace por uno rígido.
Todo lo bueno tiene su lado malo, y es que lo que más rápido suele desgastarse de este tipo de embarcación es su parte inflable, es por ello que las de neopreno son las más demandadas, siguiéndoles las de PVC pero termosoldadas, actualmente existe una academia en línea para aprender a fabricar o reparar éstos tubulares y las principales averías, por lo que ya en éstos tiempos no es un problema tener una semirrígida, ya que el mercado en el postventa es más asequible, tanto en precios como en la proximidad de los profesionales.
En la Argentina, el gobierno y su ministra de defensa, Patricia Bullrich, tienen planeado el uso de semirrígidos de Prefectura, con asesoramiento técnico de la Armada, para estableces un bloqueo entre Aguas Blancas (Argentina) y Bermejo (Bolivia), debido al creciente contrabando de productos entre las dos ciudades fronterizas.  